# Stigmatochromis
Genre
Stigmatochromis est un genre de poissons appartenant au sous-ordre des Labroidei, qui compte aussi des familles comme les Pomacentridés (Poisson clown) ou les Scaridés (Poisson perroquet).

## Liste des espèces
Selon FishBase (26 janv. 2017):
- Stigmatochromis macrorhynchos Stauffer, Cleaver-Yoder & Konings, 2011
- Stigmatochromis melanchros Stauffer, Cleaver-Yoder & Konings, 2011
- Stigmatochromis modestus (Günther, 1894)
- Stigmatochromis pholidophorus (Trewavas, 1935)
- Stigmatochromis pleurospilus (Trewavas, 1935)
- Stigmatochromis woodi (Regan, 1922)

### Note
Selon ITIS:
- Stigmatochromis modestus (Günther, 1894)
- Stigmatochromis pholidophorus (Trewavas, 1935)
- Stigmatochromis pleurospilus (Trewavas, 1935)
- Stigmatochromis woodi (Regan, 1922)